# Light Helicopter Experimental

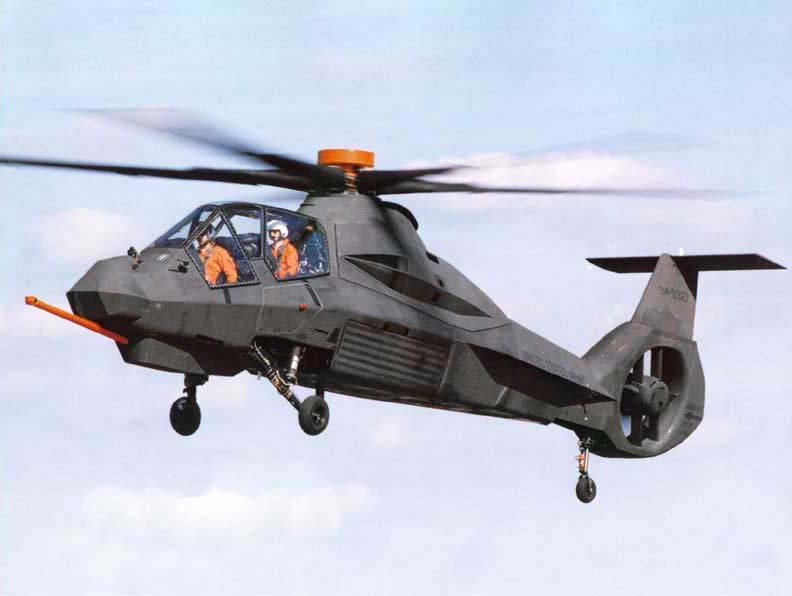
Le RAH-66 Comanche en vol, au cours de son développement.

Le programme Light Helicopter Experimental, ou LHX (pour « hélicoptère léger expérimental ») était un projet de la United States Army pour l'acquisition d'hélicoptères légers devant remplacer les AH-1 Cobra et OH-58 Kiowa. Il donna naissance au RAH-66 Comanche, qui ne dépassa toutefois pas le stade des prototypes.

## Contexte: évaluations et décision de lancement du programme
Une évaluation des profils de missions aériennes de l'US Army (en anglais : « Army Aviation Mission Area Analysis »), réalisée en 1982, identifia des déficiences au niveau des matériels et des doctrines alors existantes qui nécessitaient d'être corrigées, afin de répondre aux besoins de la nouvelle doctrine de bataille air-terre (en anglais : « Airland Battle Doctrine »). Plus de 77 déficiences majeures et 260 insuffisances furent identifiées au sujet la flotte légère, qui représentait alors 80 % de la flotte aérienne de l'US Army.
Parmi les déficiences majeures étaient citées :
- Des aéronefs âgés de plus de 30 ans, arrivés au maximum de leurs capacités d'évolution ;
- Pratiquement aucune capacité à agir de nuit ou par conditions météorologiques dégradées ;
- Un soutien logistique faible ;
- Peu ou pas de charge utile ;
- Aucune capacité air-air ;
- Une capacité de déploiement faible ;
- Une survivabilité fortement compromise avec l'évolution des conditions sur les champs de bataille existants et futurs.

En 1982, l'US Army détermina que ce constat était correct et que les déficiences identifiées devraient être corrigées par les moyens les plus abordables disponibles, les déficiences spécifiques restantes devant être résolues au niveau matériel grâce au programme LHX. Celui-ci fut donc lancé en mai 1983 par l'US Army, afin de remplacer les hélicoptères UH-1, AH-1, OH-6 et OH-58,,. Un groupe spécial d'études, regroupant six organisations de l'US Army, fut conçu dès janvier 1983 pour développer la structure et explorer toutes les caractéristiques du projet LHX.

## Caractéristiques et développement du programme
À l'époque, une production de 6 000 exemplaires du nouvel hélicoptère était envisagée. Les premiers concepts comprenaient à la fois une version de reconnaissance/attaque (SCAT, pour « Scout/Attack ») et une version utilitaire qui en serait dérivée, mais le projet de cette dernière version fut abandonné en 1988. Afin de mener à bien les missions de reconnaissance et d'attaque légère des hélicoptères déjà existants, le LHX devait être équipé d'une grande variété de nouvelles technologies et de packages d'équipements de mission, tels des nouveaux capteurs, un FLIR, un radar millimétrique ou un cockpit plus ergonomique hautement numérisé. La conception de l'appareil devait faire la part belle à la conception assistée par ordinateur, afin de faire de ce système hautement intégré un appareil léger, efficace et à l'épreuve du combat. La plus avancée des deux versions, la version SCAT, était monoplace, faisait appel à un haut degré d'automation et devait recevoir des missiles antichars Hellfire, des missiles air-air Stinger et un canon automatique. Elle avait pour objectif de remplacer les AH-1 Cobra, OH-58A et OH-58C et OH-6A, tout en complétant l'OH-58D, tandis que la version utilitaire, biplace et reprenant une grande partie des éléments de la version SCAT (transmission, moteurs, rotors), devait assurer des missions de transport léger et venir compléter l'UH-60 dans ces tâches. Elle aurait également emporté des missiles air-air, mais n'aurait pas disposé de toute la suite d'acquisition de cibles de la version SCAT. L'US Army prévoyait l'achat de 2 000 exemplaires de la version SCAT du LHX et 2 500 exemplaires de sa version utilitaire.
Pendant la phase initiale d'exploration du projet, le groupe d'études LHX développa une stratégie d'acquisition et examina des propositions de systèmes alternatifs, affinant également la rédaction des documents concernant les besoins matériels afin de les adapter à d'éventuelles acquisitions ultérieures. Afin de soutenir cette phase du projet, le groupe d'études attribua également, dès septembre 1983, divers contrats de développement préliminaires aux quatre compagnies hélicoptéristes majeures des États-Unis : Bell Helicopter Textron, Sikorsky Aircraft Corporation, Boeing Vertol et Hughes Helicopters. Ils avaient pour objectif de définir les configurations spécifiques des hélicoptères proposés pour le programme LHX. Bell proposa en 1984 le Bell Advanced Tilt Rotor, ou BAT, qui était un petit appareil monoplace léger avancé équipé de rotors basculants et d'une dérive papillon. Il dut toutefois être abandonné à cause de nouvelles spécifications du programme LHX, qui demandaient également la conception d'un aéronef dont la masse ne devait pas dépasser 3 150 kg. En effet, les caractéristiques de vitesse du LHX n'avaient au départ pas été clairement définies. Ce problème fut toutefois résolu le 4 mars 1985, quand l'Army décida de développer un hélicoptère LHX conventionnel, rejetant alors les projets avancés à base de rotors basculants, de systèmes combinés (compound) ou Advancing Blades. La décision de l'US Army fut motivée par une volonté de réduire les risques de développement de ces technologies alors nouvelles, ainsi qu'une réduction des coûts, de la masse et des efforts nécessaires pour atteindre les caractéristiques de performance exigées par le programme. 
En février 1981, des contrats avaient été attribués à la Sikorsky Aircraft Corporation, pour la fabrication des prototypes S-75 (en), et Bell Helicopter Textron, pour le D-292 (en), dans le cadre du programme ACAP (pour « Advanced Composite Airframe Program », « programme de cellule avancée en matériaux composites »). Ce programme avait pour objectif de développer un fuselage d'hélicoptère entièrement en matériaux composites, donnant une cellule plus légère, plus résistante, et moins chère à produire et à entretenir, avec une réduction des coûts de production et de la masse de respectivement 17 et 22 %. Le programme ACAP comprenait les phases de conception, expérimentations, tests en laboratoire et tests en vol. En juin 1985, les constructeurs Boeing et Sikorsky firent équipe pour proposer leur concept du LHX, ce qui mena à la conception du S-75 (en) ACAP. Après ce programme, il fut décidé de conserver les données récoltées pour la réalisation d'évaluations plus poussées à destination d'autres programmes militaires.
Le but initial du programme LHX était de concevoir et produire un appareil monoplace pouvant réaliser plus de missions qu'un appareil biplace classique, ce qui nécessitait la conception et la mise au point d'un cockpit disposant d'un degré élevé d'automation et de commandes de vol plus avancées, ainsi que d'une communication plus fiable entre les capteurs et les différents systèmes de l'hélicoptère. Il fut toutefois constaté que les risques liés à la sophistication du LHX étaient plus liés aux besoins de mission qu'au souhait de concevoir un appareil à un seul membre d'équipage. Pour étudier les caractéristiques de l'interface homme-machine et de la charge de travail imposée imposée par un tel système, l'US Army mit en place en décembre 1983 le programme ARTI, pour « Advanced Rotorcraft Technology Integration »,. À cette occasion des contrats additionnels furent aussi attribués aux quatre constructeurs et à IBM, en décembre 1983, afin de concevoir et démontrer la faisabilité d'un cockpit monoplace pour le LHX à travers des simulations complètes de missions sur banc d'essais et sur ordinateur. Sikorsky développa alors le SHADOW (Sikorsky (S-76) Helicopter Advance Demonstrator of Operators Workload), un S-76 qui comportait un prototype monoplace du poste de pilotage du futur Comanche et une intégration poussé des liaisons entre l'homme et la machine, avec de nombreux systèmes de visualisation intégrés au casque du pilote. Cette étude, désignée MANPRINT et menée en 1985, détermina que l'utilisation du Comanche par un seul membre d'équipage était dangereuse et résultait en une charge de travail excessive pour le pilote. Le Comanche fut alors conçu comme un appareil biplace pouvant être utilisé par un membre d'équipage seul,.
Les premiers documents du programme démontrent que l'US Army avait rapidement désigné le rôle d'attaque de blindés comme étant la mission principale du LHX. Pendant son développement, l'Armée de Terre américaine se focalisa encore beaucoup sur les capacités d'attaque de l'appareil, la décision de produire un appareil biplace étant d'ailleurs essentiellement liée au fait qu'un pilote pouvait difficilement réaliser seul toutes les tâches — pilotage, identification, engagement des cibles — nécessaires pendant une mission d'attaque,.
La base de la stratégie d'acquisition du programme LHX comprenait des compétitions à la fois pour la phase de développement à pleine échelle et pour la phase de production en série de l'appareil. Deux contrats de développement devaient être attribués, menant à des démonstrations en vol et la sélection d'un concept final. Le prototype utilisé pour les démonstrations en vol devait être un appareil de la phase de développement initiale étant prêt à passer à l'étape de développement à pleine échelle, la compétition pour la production en série ne devant pas intervenir plus tard que lors du lot de production no 3 de l'appareil. Si le vainqueur des phases de démonstration en vol était une équipe de deux constructeurs capables de produire le LHX, ces deux constructeurs devaient entrer en compétition pour les contrats de production. Si le vainqueur n'était pas en équipe, le perdant devenait un producteur alternatif de l'appareil et le vainqueur devait s'assurer de sa qualification pour produire l'appareil dès le lot de production no 3. Toutefois, dès 1986, des problèmes de financement poussèrent le Département de l'US Army à réduire significativement les sommes allouées à la recherche et au développement du programme LHX pour les années fiscales 1987 à 1991. Par conséquent, les budgets trop faibles alloués au programme ne permirent plus d'assumer la totalité du développement à pleine échelle et des démonstrations en vol de deux prototypes pour la compétition devant mener à une production en série.
Le 19 juillet 1985, le United States Army Aviation and Missile Command (en) (AVSCOM) attribua deux contrats de développement à pleine échelle pour les moteurs du futur LHX. Ces deux contrats furent attribués à des compagnies travaillant en équipe, l'un à AVCO Lycoming/Pratt & Whitney et l'autre à Garrett/Allison, respectivement pour des montants de 420 et 264 millions de dollars. Ces deux équipes devaient concourir l'une face à l'autre pendant la phase de développement préliminaire jusqu'à obtenir une certification d'aptitude au vol. Ensuite, l'US Army devait sélectionner une équipe, d'après ses démonstrations sur banc d'essais, afin qu'elle termine le développement de son moteur. À la fin de cette phase, les deux constructeurs de l'équipe gagnante devaient être capables de produire ces moteurs en série, la production étant alors partagée à 50 % entre les deux sociétés de l'équipe gagnante.
Une demande de propositions pour le nouvel appareil fut publiée en juin 1988. En octobre, les équipes de Boeing/Sikorsky et Bell/McDonnell Douglas obtinrent des contrats pour leurs concepts respectifs,. Le concept de Bell et McDonnell Douglas emportait son armement sous une combinaison de pontons et de moignons d'ailes et employait un système caréné NOTAR à la place d'un rotor anticouple. De son côté, le concept de Boeing et Sikorsky emportait son armement à l'intérieur de trappes escamotables disposées sur les côtés du fuselage et disposait d'un rotor arrière de type « fenestron ». Le nom du programme fut changé en Light Helicopter (LH) en 1990.
Après une revue complète du projet, le Secrétaire de la Défense décida en août 1990 que le programme d'acquisition du LHX soit révisé pour étendre la phase de développement sur une durée de deux années supplémentaires et intégrer une phase de tests de prototypes. Il comprenait également un plan pour l'acquisition d'un minimum de 1 292 appareils, dont six prototypes, et dont le premier vol devait se dérouler en août 1994. Cet allongement de la durée de développement était lié à la diminution des menaces des pays du Pacte de Varsovie, ce qui signifiait que l'US Army n'avait désormais plus un besoin urgent de concevoir un système perfectionné pour le combat. Le coût total estimé du programme du LHX avait baissé, passant de 60,6 milliards de dollars en 1985 à seulement 35,4 milliards de dollars en 1991, mais dans le même temps, le coût unitaire estimé de l'appareil était passé de 12,1 millions à 27,4 millions de dollars. En 1988, le coût total estimé du programme était de 40 milliards de dollars, avec un coup d'acquisition par appareil estimé à 19,1 millions de dollars.
Le prix unitaire du LHX avait augmenté principalement à cause de la réduction du nombre d'appareils prévus pour équiper l'Armée de Terre américaine. Habituellement, les coûts de développement d'un système diminuent lorsqu'ils sont étalés sur la production d'un grand nombre d'exemplaires. Toutefois, les prévisions d'acquisition de l'Armée de Terre étaient passés de 5 023 exemplaires en 1985 à seulement 1 292 exemplaires en 1990 (avec une option pour 389 exemplaires supplémentaires). Cette décision avait été dictée par la réduction des menaces à la suite de la fin de la Guerre froide, une inquiétude vis-à-vis des coûts réels du programme et une volonté de réduire le nombre d'équipements en service au sein de l'Armée de Terre.
Le 5 avril 1991, l'équipe Boeing/Sikorsky fut désignée gagnante de la compétition et se vit attribuer un contrat  pour la production de deux prototypes, devant être livrés en 1995 et en 1998,. Le même mois, l'hélicoptère fut désigné « RAH-66 Comanche » par l'US Army,,. Il devait être le premier hélicoptère de combat de l'USArmy suffisamment robuste, létal et versatile, lui permettant d'être autant à l'aise dans des missions d'attaque que de reconnaissance.

## Difficultés et coûts de développement
L'US Army détermina les coûts unitaires très tôt au cours du programme, avec un montant de respectivement 6 et 4 millions de dollars (de 1984) pour un exemplaire des versions SCAT et utilitaire du LHX, ce qui donnerait un coût d'acquisition moyen au niveau de la flotte de 6,3 millions de dollars par exemplaire de l'appareil. Elle s'accrocha fermement à ces prix annoncés, même s'il devint rapidement évident que ces objectifs ne pourraient pas être tenus très longtemps sans sacrifier une bonne partie des capacités de l'appareil. Des suppressions de besoins et des réductions d'équipements furent notamment réalisés sur la version utilitaire de l'hélicoptère afin de rester dans les budgets initialement indiqués. Ces estimations de coût étaient basées sur un chiffre de production de 480 exemplaires par an, ce qui avait pourtant initialement été déclaré comme irréalisable. Des cadences de production plus faibles auraient pourtant pour conséquence d'augmenter les coûts : les estimations pour la version SCAT avec une cadence de production à 480 exemplaires par an donnaient un prix unitaire de 6,02 millions de dollars, tandis qu'ils passaient à 6,09 millions de dollars à 360 exemplaires par an et 6,42 millions de dollars à 240 exemplaires par an.
En février 1987, les coûts unitaires avaient augmenté de 15 % pour la version SCAT et 35 % pour la version utilitaire. Concernant la version SCAT, cette augmentation des coûts était liée à la nécessité d'augmenter la masse de l'appareil afin de satisfaire aux besoins opérationnels spécifiés par l'US Army, ainsi que la diminution du nombre d'appareils demandés. L'augmentation des coûts de la version utilitaire était liée essentiellement au fait que l'US Army avait finalement décidé d'installer dessus tous les équipements de mission de la version SCAT. Les coûts de recherche et développement étaient restés globalement stables de 1983 à 1986, avec un montant d'acquisition estimé à 2,6 milliards de dollars, avec toutefois une légère augmentation des couts de développement (de 3,1 à 3,2 millions de dollars) en raison de retards engendrés par le manque de financement du programme ARTI (Advanced Rotorcraft Technology Integration).
En 1987, les coûts de recherche et développement avaient augmenté à 3,8 milliards de dollars, essentiellement à cause de changements intervenus dans la stratégie d'acquisition du Defense Science Board, qui demandait désormais aux équipes engagées dans la compétition de réaliser un programme complet de démonstrations en vol, alors que précédemment la sélection du vainqueur devait être réalisée avant cette phase du développement du l'appareil. Les coûts augmentèrent également parce-que l'US Army avait décidé de faire produire un prototype biplace de SCAT en plus du monoplace initialement prévu.
Toujours en 1987, l'US Army découvrit que les performances requises pour que les systèmes électro-optiques de bord puissent effectuer une acquisition entièrement automatique sur un hélicoptère monoplace ne seraient pas disponibles sur les hélicoptères des premiers lots de production. Elle considéra alors le développement d'un radar afin d'assister les autres capteurs, mais cette option fut estimée bien trop coûteuse et trop lourde pour l'installer sur les premiers exemplaires de l'hélicoptère. Tous ces facteurs achevèrent de convaincre l'US Army que la conception d'une version monoplace de l'appareil était probablement irréalisable, ce qui la décida à demander l'ajout de la conception d'une version biplace du LHX. D'autres réductions des capacités de l'hélicoptère furent effectuées, dont la qualité des affichages du cockpit, les cartes numériques, le maintien de vol stationnaire automatique ou l'équipement de survivabilité embarqué. Elles furent liées essentiellement à des réductions de coûts, mais également à des réductions de masse et de prises de risques au niveau technique. Si le poids initial du SCAT avait initialement été fixé à 3 855 kg (8 500 lbs), il était passé en 1987 à 4 309 kg (9 500 lbs). Le poids de la version biplace aurait évidemment été supérieur, avec au moins 250 kg de masse supplémentaire liés à l'ajout du deuxième membre d'équipage.

## Problèmes et annulation du programme
Dès le mois d'août 1986, l'analyse du Defense Science Board avait révélé que l'US Army souffrait d'une « tunnelisation » au niveau du développement de programmes et qu'elle ne parvenait pas à analyser les choses de plusieurs points de vue différents (thinking outside the box. Elle définissait des besoins trop tôt, sans prendre en compte correctement de la gestion des risques. Le premier besoin opérationnel faisait par exemple appel à la conception d'un hélicoptère monoplace, mais il souffrait alors d'une forte dépendance vis-à-vis de la réussite du développement d'une suite d'équipements électroniques cruciaux et critiques.
En mars 2004, après 22 ans d'activité, 22 restructurations et une dépense cumulée de 6,9 milliards de dollars, l'Army Chief of Staff décida de mettre fin au programme Comanche,. Cet arrêt fut prononcé pour de nombreuses raisons, parmi lesquelles des besoins irréalistes et inatteignables et un coût prévisionnel global de production en hausse constante, ainsi qu'un manque de confiance en certaines nouvelles technologies clés, dont le risque lié à leur présence semblait encore trop élevé. De même, la modification des profils de mission de l'Aviation de l'Armée de terre américaine — qui refusait toujours d'accepter le changement des menaces sur le champ de bataille — associée à une pensée de groupe chronique, mena à la conception pendant plus de 20 ans d'un appareil et d'une future force aérienne finalement non adaptés à la nouvelle mission de guerre contre le terrorisme de l'Armée américaine. Enfin, le programme entrainait un manque de financement pour d'autres besoins critiques de l'Aviation, et l'arrêt du programme Comanche devait permettre de réattribuer 14,6 milliards de dollars initialement prévus jusqu'en 2011 pour restructurer l'Aviation de l'US Army.